# Luvunga
Luvunga Wight & Arn. è un genere di piante della famiglia delle Rutacee.

## Tassonomia
Il genere comprende le seguenti specie:
- Luvunga angustifolia (Oliv.) Tanaka
- Luvunga borneensis Hochr.
- Luvunga hongiaoensis Tagane
- Luvunga minutiflora B.C.Stone
- Luvunga monophylla (DC.) Mabb.
- Luvunga papuana Lauterb.
- Luvunga philippinensis Merr.
- Luvunga sarmentosa (Blume) Kurz
- Luvunga scandens (Roxb.) Buch.-Ham. ex Wight
- Luvunga subanenianae Mazo & Tahil